# لورا پویس تیو
 لورا پویس تیو (اسپانیایی: Laura Pous Tió‎؛ زادهٔ ۱ اکتبر ۱۹۸۴) یک تنیس‌باز اهل اسپانیا است.